# Savunees
Het Savunees, ook Savu, Savoenees, Hawu, Havunees, Sawu of Sawunees, is een Austronesische taal die gesproken wordt door de ongeveer 90.000 Savunezen, die wonen op de Indonesische eilanden Savu en Rai Jua, maar ook door de ongeveer 20.000 Savunezen die gemigreerd zijn naar andere eilanden van de Indonesische archipel.

## Classificatie
- Austronesische talen (1268)
  - Malayo-Polynesische talen (1248)
    - Centraal-Oostelijke talen (708)
      - Centraal-Malayo-Polynesische talen (168)
        - Bima-Sumbatalen (27)
          - Savoenees

## Taalgebied

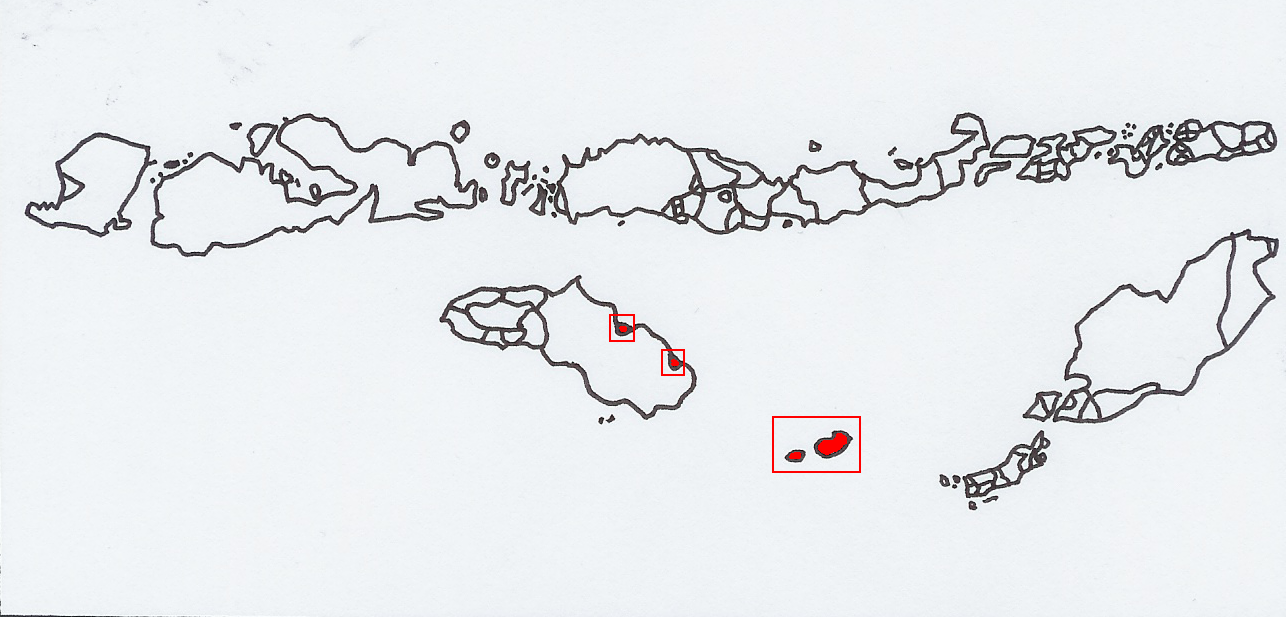
Het Savunees tussen de andere talen van het Indonesische gedeelte van de Kleine Sunda-eilanden, v.l.n.r.: Waingapu (Soemba), Melolo (Soemba) en vooral en oorspronkelijk de Savu-eilanden: Rai Jua en Savoe.

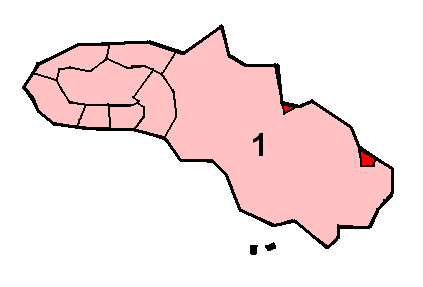
Het Savoenees tussen de andere talen van Soemba.

Naast op de Indonesische eilanden Savu en Rai Jua wordt het Savunees ook door de ongeveer 20.000 Savunezen die gemigreerd zijn naar andere eilanden van de Indonesische archipel gesproken.
Zo wordt er ook Savunees gebruikt aan de noordoostkust van Sumba (te Waingapu en Melolo in het regentschap Oost-Sumba, grenzend aan Kamberaastalig gebied), in het regentschap Ende op Flores en in het regentschap Kupang in het westen van Indonesisch Timor.

### Op Sumba
Het Savoenees wordt in Oost-Sumba in de steden Waingapu (westen) en Melolo (oosten) gesproken, beide gelegen aan de Sawuzee-kust. De Savunezen waren van overzee gekomen en hielden zich bij aanvang bezig met strand- en zeeroverij.

## Verspreiding van de sprekers
- Indonesië: 110 000; 52e plaats, 61e volgens totaal aantal sprekers
  - Savu-eilanden: 85 000 à 95 000
  - Buiten Savu: 15 000 à 25 000

## Geschiedenis

### Eerste vertaalwerkzaamheden
De eigenaardige taalmoeilijkheden van woordvorming en woordklank bemoeilijkten het werk van de zending. Als eerste werden daarom de formulieren voor doop en avondmaal in het Savoenees vertaald. Verder gebruikte men voor de zending liever het Maleis.

## Dialecten
Er zijn vijf bekende dialecten:
- Liae (genoemd naar het onderdistrict Savu Liae)
- Mesara (genoemd naar het onderdistrict Savu Mesara)
- Raijuwa (genoemd naar het onderdistrict en eiland Rai Jua)
- Seba (genoemd naar het onderdistrict West-Savu, ook wel Seba)
- Timu (genoemd naar het onderdistrict Oost-Savu, ook wel Dimu)